# Rakovec, Brežice
Rakovec este o localitate din comuna Brežice, Slovenia, cu o populație de 66 de locuitori.